# Дурунда Павло Іванович
Павло́ Іва́нович Дурунда (нар. 24 червня 1971 — 7 вересня 2015) — солдат Збройних сил України, учасник російсько-української війни.

## Життєпис
Народився 1971 року в смт Буштино Закарпатської області. Закінчив буштинську ЗОШ.
30 січня 2015 року мобілізований як доброволець — до 169-го Навчального центру «Десна». По навчанні — солдат, водій-електрик взводу спеціальних робіт ремонтно-відновлювального батальйону, 128-та гірсько-піхотна бригада.
Увечері 7 вересня 2015-го загинув під час бойового зіткнення з ДРГ терористів, яка переправилась через Сіверський Донець поблизу села Болотене Станично-Луганського району. Тоді ж ще двоє військовослужбовців були поранені.
12 вересня 2015 року похований у смт Буштино Тячівського району.
Без Павла лишилась дружина.

## Нагороди та вшанування
За особисту мужність, сумлінне та бездоганне служіння Українському народові, зразкове виконання військового обов'язку відзначений — нагороджений
- орденом «За мужність» ІІІ ступеня (16.1.2016, посмертно)[1]

У лютому 2017 року у фоє буштинської ЗОШ відкрито меморіальний стенд Павлові Дурунді.